# Allobethylus
Allobethylus (лат.) — род ос-бетилид из подсемейства Scleroderminae (Bethylidae). Встречаются повсеместно, кроме Африки. Около 10 видов.

## Описание
Мелкие осы. Длина тела около 3 мм. Голова, грудь и брюшко гладкие и блестящие, общая окраска от желтовато-оранжевой до тёмно-коричневой и чёрной. Жгутик усика 11-члениковый. Самцы крылатые, самки разные (макроптерные, брахиптерные, микроптерные). Мандибулы с 2-4 апикальными зубцами. Нотаули и прапсидальные полосы развиты. Передние крылья макроптерных форм имеют три (C, R, 1Cu), 2r-rs&Rs всегда развита, трубчатая, длинная. Паразитоиды жуков и бабочек.

## Систематика
Род был впервые описан в 1905 году французским энтомологом Жан-Жаком Киффером (Jean-Jacques Kieffer; 1857—1925). Allobethylus отличается от прочих родов подсемейства Scleroderminae по удлинённой голове, по крайней мере, в 1,2 раза длиннее, чем в ширину (а не шаровидной формы), глаза расположены рядом с передним краем, близким к антеннальной впадине, виски удлинённые, обычно присутствуют нотаули, а переднее крыло полностью развито с тремя замкнутыми ячейками с первой кубитальной ячейкой не менее длины радиальной ячейки.
- Allobethylus multicolor Kieffer, 1908
- Allobethylus antilleanus  (Evans, 1979)
- Allobethylus biconcavus  Azevedo, 2005
- Allobethylus ewa  (Bridwell, 1920)
- Allobethylus khonkaensis  Terayama, 2005
- Allobethylus korystus  Barbosa & Azevedo, 2011
- Allobethylus lamprus  Barbosa & Azevedo, 2011
- Allobethylus multicolor  Kieffer, 1908
- Allobethylus tomoae  Terayama, 1999
- Allobethylus virginianus  (Evans, 1964)